# Canoe Lake, Frontenac County
Canoe Lake är en sjö i Kanada.   Den ligger i countyt Frontenac County och provinsen Ontario, i den sydöstra delen av landet, 110 km sydväst om huvudstaden Ottawa. Canoe Lake ligger 141 meter över havet. Arean är 2,5 kvadratkilometer. Den sträcker sig 6,7 kilometer i nord-sydlig riktning, och 3,6 kilometer i öst-västlig riktning.
I omgivningarna runt Canoe Lake växer i huvudsak blandskog. Runt Canoe Lake är det mycket glesbefolkat, med 3 invånare per kvadratkilometer.